# Cibinong (Gunung Sindur)
Cibinong is een bestuurslaag in het regentschap Bogor van de provincie West-Java, Indonesië. Cibinong telt 12.048 inwoners (volkstelling 2010).